# Draba bocheri
Draba bocheri là một loài thực vật có hoa trong họ Cải. Loài này được Gjaerev. & Ryvarden mô tả khoa học đầu tiên năm 1977 publ. 1978.